# Iwan Bielski
Iwan Włodzimierzowicz Bielski (ur. przed 1395, zm. po 1452) – książę bielski, pochodzący z dynastii Giedyminowiczów, bratanek Władysława II Jagiełły, namiestnik w Nowogrodzie Wielkim.

## Życiorys

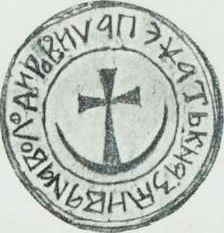
Pieczęć Iwana Bielskiego (1431)

Iwan urodził się najpewniej przed 1395 rokiem. Był członkiem dynastii Giedyminowiczów z ramienia rodu Olgierdowiczów, a także drugim synem księcia (kniazia) Włodzimierza Olgierdowicza z jego drugiego małżeństwa. Miał dwóch rodzonych braci: Aleksandra i Andrzeja oraz dwie nieznane z imienia siostry.
Po raz pierwszy w źródłach pojawia się dopiero od lat 20. XV wieku. Najpewniej w 1421 poślubił zgodnie z wolą wielkiego księcia litewskiego Witolda księżnę – Wasylię Holszańską – starszą córkę kniazia Andrzeja Holszańskiego. Jego podpis spotykamy na traktacie mełneńskim zawartym między Litwą a zakonem krzyżackim, a następnie na kilku aktach z lat 1431–1432. Po zrzuceniu Świdrygiełły z tronu wielkoksiążęcego przez Zygmunta, kniaź Iwan chwilowo stoi po stronie ostatniego, za co Świdrygiełło więził jego żonę; wkrótce jednak, widocznie niezadowolony z polityki wielkiego księcia Zygmunta, przystąpił na powrót do Świdrygiełły i walcząc po jego stronie w bitwie pod Wiłkomierzem w 1435 roku, dostał się do niewoli wielkiego księcia Zygmunta.
Pełnił funkcję namiestnika w Nowogrodzie Wielkim w latach 1444–1446 (choć możliwe, że jedynie do 1445). Ostatni raz pojawia się 23 kwietnia 1452 na dokumencie, którego wystawcą był król Kazimierz Jagiellończyk. Oznacza to, że zmarł po 1452 roku.
Miał cztery córki: Annę, Agnieszkę i dwie inne nieznane z imienia, a także czterech synów: Iwana, Janusza, Fedora i Szymona.